# Protestsongs.de
Protestsongs.de (Untertitel: Eine Kreuzfahrt durch die Geschichte des deutschsprachigen Protestsongs) ist eine von Lieblingslied Records 2004 veröffentlichte Kompilation, die in verschiedenen Versionen neu aufgelegt wurde. Unter anderem erschien eine Lizenzpressung für die Bundeszentrale für politische Bildung im Buchformat mit 207-seitigen Liner Notes.

## Entstehungsgeschichte
Die Zusammenstellung übernahm George Lindt, Labelgründer von Lieblingslied Records und Fly Fast Concepts. Die Idee kam ihm, als sein alter Politiklehrer in Frührente ging, weil dieser „keine Lust mehr [hatte] Schüler zu unterrichten, die nicht mal mehr wüßten, was die Mauer war“. Dies brachte Lindt auf die Idee einer „Kreuzfahrt durch die Geschichte des deutschen Protestsongs von 1944 bis heute bzw. von Lili Marleen bis Die Ärzte“. Lindt übernahm damit einen künstlichen Zeitrahmen, der mit dem Stück Lili Marleen in der Anti-Hitler-Version von Lucie Mannheim eingeleitet wurde und mit modernen Interpreten wie Tocotronic, dem als Beispiel gewählten Die Ärzte und Jan Delay endete. Das aktuelle Lied auf der Kompilation war Monkey in a TV-Show von Neoangin feat. Coming Back to You aus dem Jahre 2003. Insgesamt dauerte die Zusammenstellung zwei Jahre. In dieser Zeit wählte Lindt aus einem Fundus von 200 bis 300 Songs aus.
Auf CD 1 wurden Lieder aufgenommen, die nach der deutschen Wiedervereinigung entstanden waren, auf CD2 sind Lieder von 1944 bis 1989 versammelt. Die Lieder sollten deutschsprachig sein. Für die Zeit vor 1989 wurden Aufnahmen sowohl aus der Bundesrepublik Deutschland als auch aus der Deutschen Demokratischen Republik berücksichtigt. Lindt wies darauf hin, dass es keine komplette Anthologie darstellen sollte, sondern eine Auswahl aus dem, was lizenztechnisch möglich war, und dem, was subjektiv gefiel. Das Album enthält ausführliche Liner Notes auf 28 Seiten in deutscher und englischer Sprache.
Das Album erschien am 25. Oktober 2004 im Vertrieb von Alive.

## Lizenzpressung
2009 erschien eine Lizenzpressung für die Bundeszentrale für politische Bildung im Buchformat mit 207-seitigen Liner Notes, die neben einem ausführlichen Abriss zur Geschichte des Protestlieds und zum Zustandekommen des Samplers auch einige Informationen zu den versammelten Künstlern und den jeweiligen Liedern enthielt. Im September 2010 folgten Unterrichtsmaterialien zum Einsatz in der Schule. Auch die Neuauflage von Ende 2011 ist seit 2013 vergriffen.

## Titelliste
CD 1Hier und jetzt
1. Intro (Die drei ???) – 1:37
2. Die Ärzte: Rebell – 3:52
3. Die goldenen Zitronen: Das bisschen Totschlag – 4:00
4. Tocotronic: Das Unglück muss zurückgeschlagen werden – 4:20
5. Die Sterne: Risikobiographie – 3:17
6. Jan Delay: Söhne Stammheims – 3:27
7. Brothers Keepers: Adriano (Letzte Warnung) (Radio Mix 1) – 4:38
8. Afrob, David Pe, DJ Emilio: Alles Lüge – 3:41
9. Xavier Naidoo: Mägde und Knechte – 4:40
10. Advanced Chemistry: Fremd im eigenen Land – 4:50
11. Neoangin feat. Coming Back to You: Monkey in a Tv-Show (Bagdad Mix) – 2:57
12. Rocko Schamoni: CDU – 3:49
13. Peter Licht: Ihr lieben 68er – 3:51
14. Helge Schneider: Die Herrn Politiker – 2:37
15. Lassie Singers: Wo bleibt der Mensch – 3:24
16. Funny van Dannen: Kapitalismus – 2:48
17. Gundermann: Ich mache meinen Frieden – 4:10
18. Linkssentimentale Transportarbeiterfreunde: Willkommen Deutschland – 3:30
19. Feeling B: Ich such die DDR – 3:20
20. Herbst in Peking: Bakschischrepublik – 2:52
21. Sandow: Born in GDR – 3:30
22. Deutschlandlied (Schöneberger Fassung) (feat. Hans-Dietrich Genscher, Helmut Kohl, Jürgen Wohlrabe, Walter Momper und Willy Brandt) – 2:59

CD2Bleibende Werte
1. Andreas Dorau: Demokratie – 4:01
2. Hans Söllner: Hey Staat – 5:07
3. Wolf Maahn & Unterstützung: Tschernobyl (Das letzte Signal) (feat. Anne Haigis, Henni Nachtsheim, Herbert Grönemeyer, Kinderchor Der Klasse 5c Der Lise-Meitner-Schule, Leverkusen, Klaus Lage, Marian Gold, Sabine Sabine, und Wolfgang Niedecken) – 4:49
4. Bettina Wegner: Von Deutschland nach Deutschland – 3:08
5. BAP: Deshalv Spill’ Mer He – 5:04
6. Gänsehaut: Karl der Käfer – 2:53
7. Nena: 99 Luftballons – 3:51
8. Geier Sturzflug: Besuchen Sie Europa (solange es noch steht) – 2:50
9. Nicole: Ein bisschen Frieden – 4:29
10. Joseph Beuys: Sonne statt Reagan – 3:04
11. Ina Deter: Neue Männer braucht das Land – 3:48
12. Slime: Ansage/Deutschland muss sterben – 5:02
13. Konstantin Wecker: (Es herrscht wieder) Frieden im Land – 4:12
14. Udo Lindenberg: Wir wollen doch einfach nur zusammen sein – 3:04
15. Otto: Dupscheck – 1:12
16. Ton Steine Scherben: Keine Macht für niemand – 4:07
17. Hanns-Dieter Hüsch: Marsch der Minderheit – 2:42
18. F. J. Degenhardt: Irgendwas mach ich mal – 4:10
19. Hazy Osterwald Sextet: Konjunktur Cha Cha – 3:04
20. Wolfgang Neuss: Chanson vom Wirtschaftswunder – 2:35
21. Ernst Busch: No Susanna – 2:30
22. Lucie Mannheim: Lili Marleen – 2:45

Bei der Lizenzpressung wurde statt des Intros das Lied Reklamation (Wir sind Helden) verwendet und das Outro Deutschlandlied, gesungen von Hans-Dietrich Genscher, Helmut Kohl, Jürgen Wohlrabe, Walter Momper und Willy Brandt weggelassen. Statt Rebell wurde das Die-Ärzte-Stück Schrei nach Liebe aufgenommen. Außerdem wurde statt des Neoangin-Titels Augen auf von Sido ergänzt. Auf CD 2 wurde statt Deutschland muss sterben von Slime das Lied Hey Punk verwendet. Zusätzlich wurde Trotz alledem von Hannes Wader ergänzt.

## Songinfos
Ein bisschen Frieden wurde in einer mehrsprachigen Version in die Kompilation aufgenommen. Bei Adriano (Letzte Warnung) handelt es sich um einen speziellen Radiomix.

## Rezeption
Nach Aussage von George Lindt wurde die Kompilation in den Rezensionen sehr unterschiedlich wahrgenommen:

„Die Reaktionen auf Protestsongs.de waren sehr unterschiedlich. Verstanden haben sie leider nur wenige, nicht mal die taz. Aber der Deutsche Gewerkschaftsbund hat für seine jugendlichen Mitglieder gleich ein paar tausend Stück gekauft …“

Eine Zusammenfassung der Kritiken findet sich auf der Internetseite von Lieblingslied Records, wobei auch nicht auf den Abdruck von Negativkritiken oder Beiträge problematischer Medien wie Junge Freiheit verzichtet wurde.